# Tjurfäktning

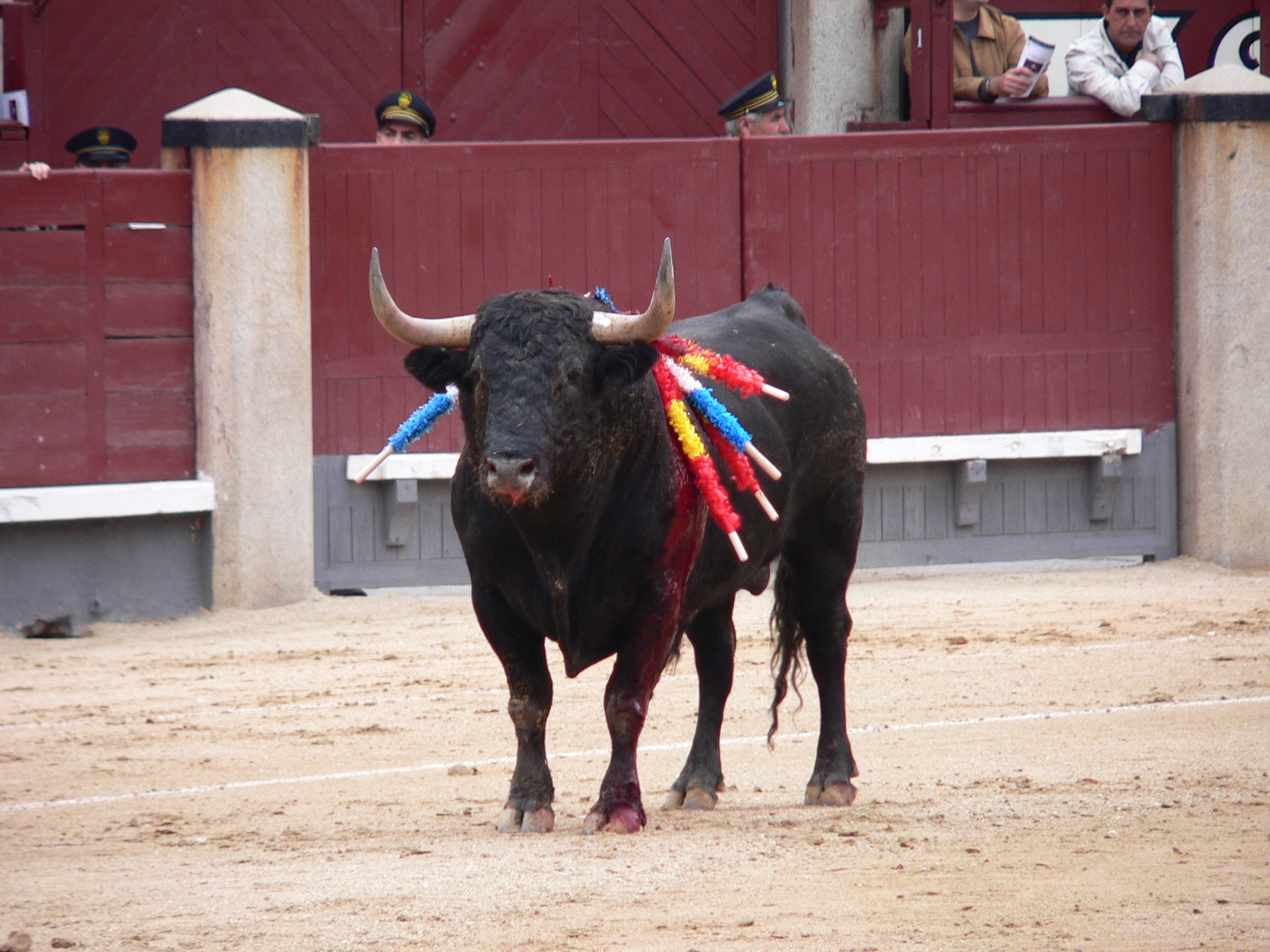
En tjur med banderillas

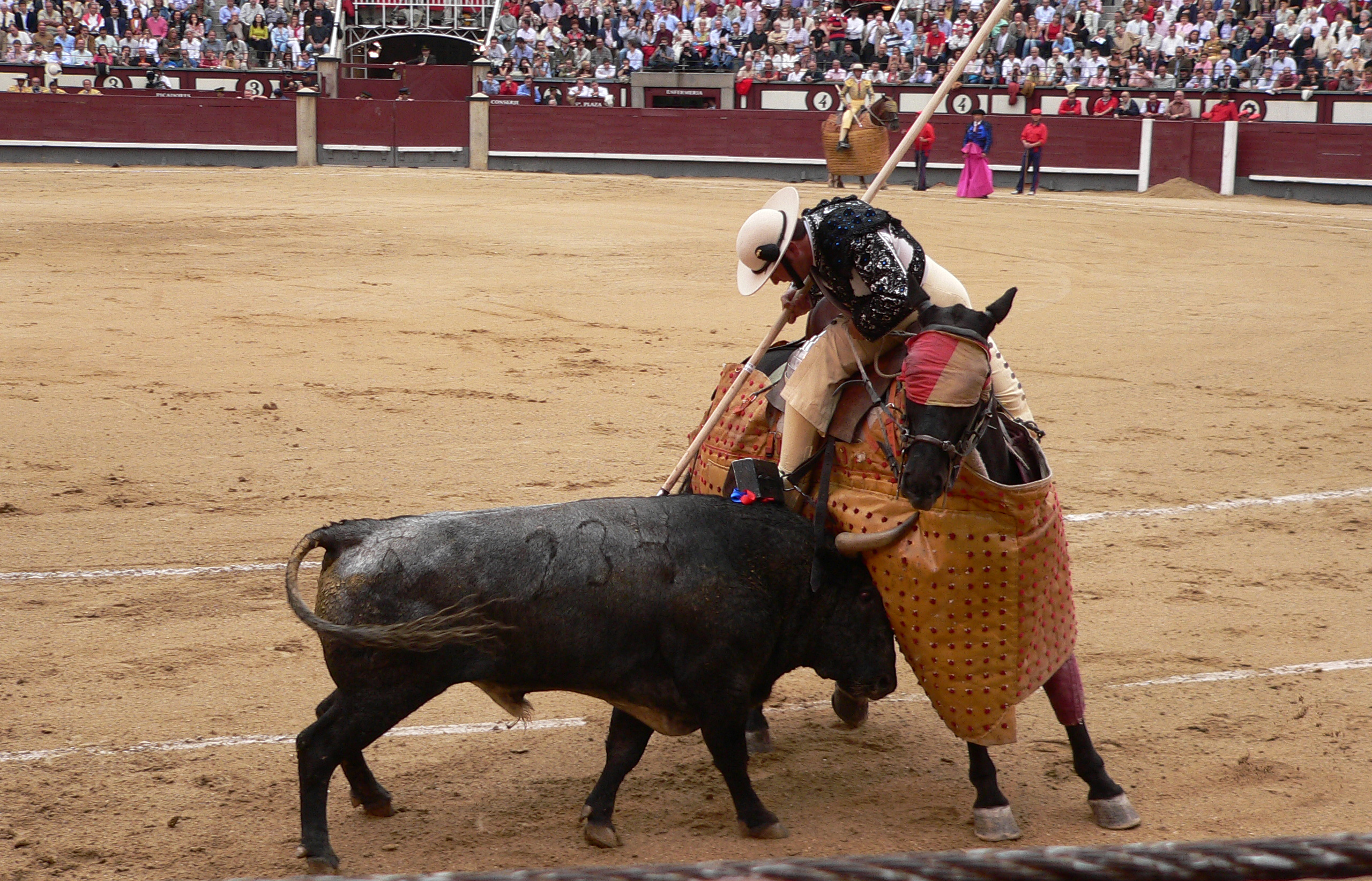
En picador i aktion

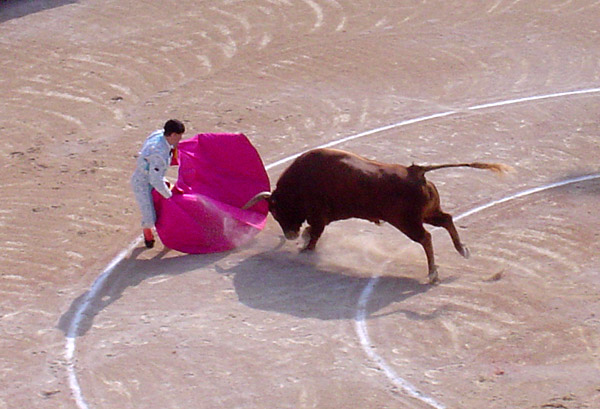
Tjurfäktning

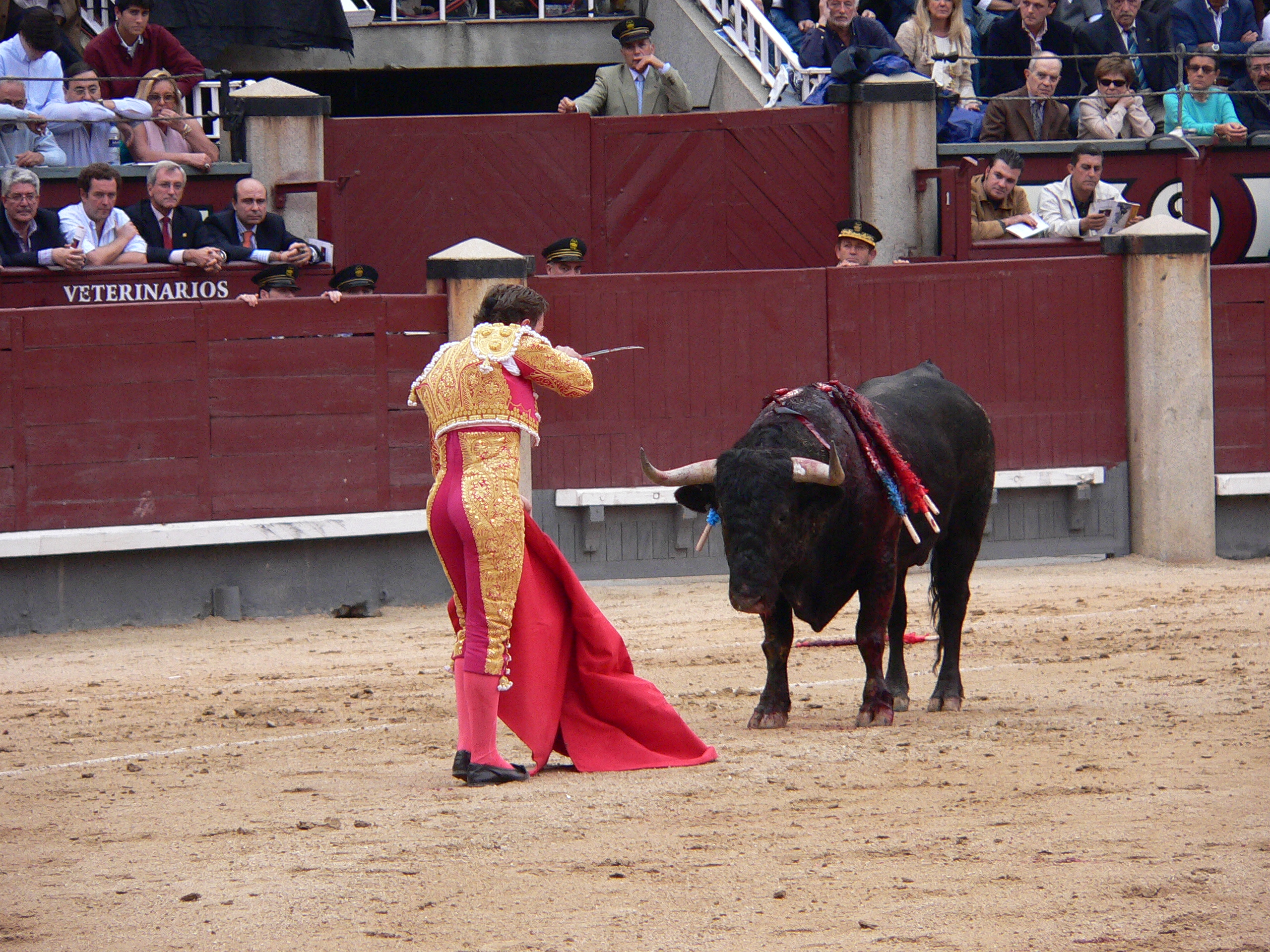
Tjurfäktning

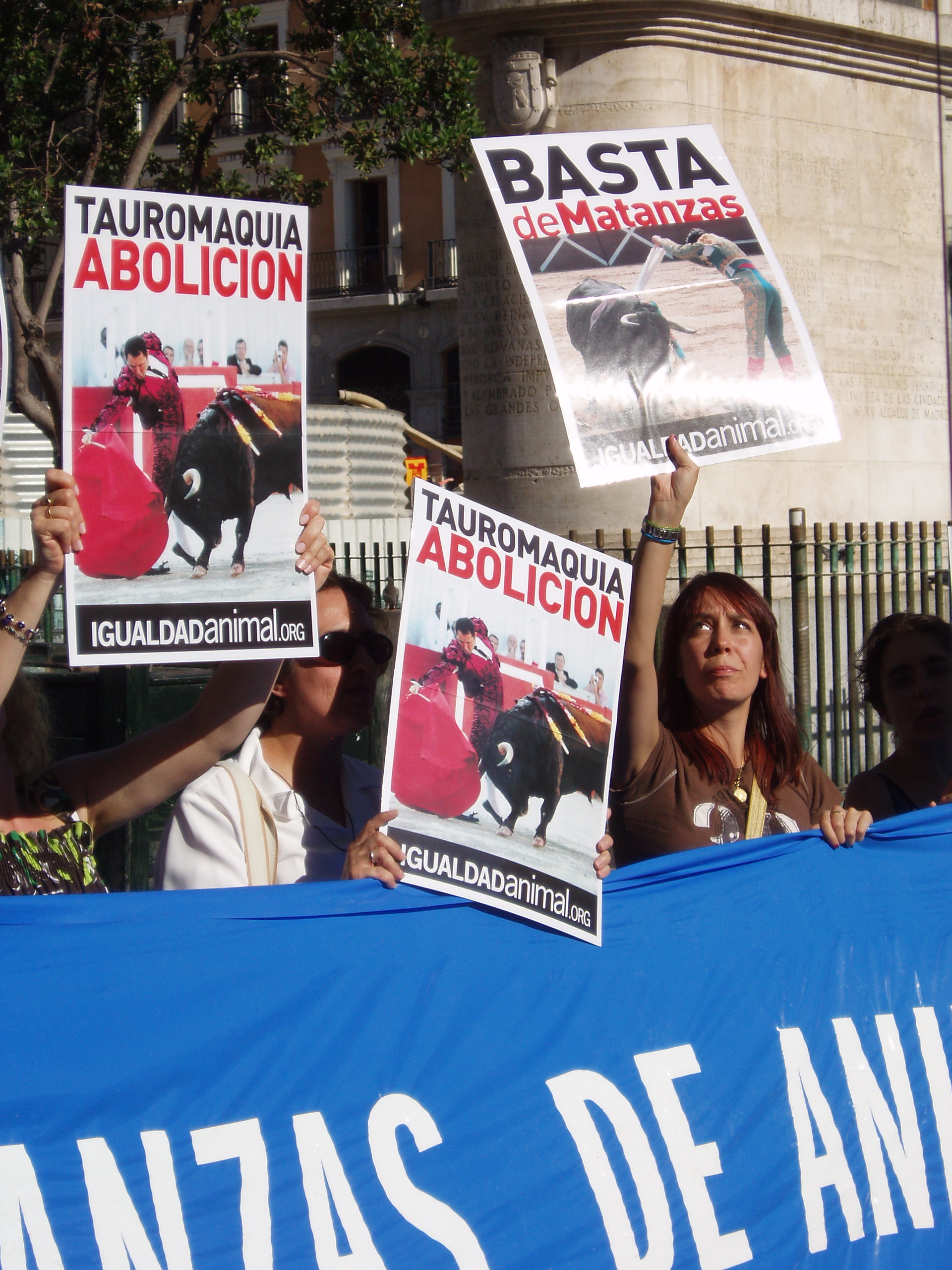
Djurrättsaktivister i Madrid protesterar mot tjurfäktning

Tjurfäktning är ett evenemang där en tjurfäktare (matador, betyder bokstavligen dödare) strider mot en tjur. Tjuren förbereds ofta inför fäktningen med olika metoder i syftet att trötta ut djuret (ex. fängsel, mörker), för att ge fäktarna fördelar.
Tjurfäktningen är uppdelad i tre delar (tercios), först kommer el tercio de varas (vara är de lansar som picadorerna använder), sedan kommer el tercio de banderillas (banderillas är de 70 cm långa träkäpparna som är omlindade med färgade pappersremsor, och som är försedda med en hullingförsedd spets). Tredje delen av tjurfäktningen är el tercio de la muerte då matadoren görs sina faenas (uppvisning) med muletan. 
En tjurfäktning inleds med att matadoren tar emot tjuren med sin capote (capote eller capa är den kappa tjurfäktaren använder i början, den är ljusröd på utsidan och gul på insidan och är försedd med insydda tyngder för att inte fångas av vinden). Sen börjar tercio de varas då picadorer (stickare) stöter en lans i tjurens nacke och sårar tjurens nackmuskler för att djuret ska hålla ned huvudet och inte kunna använda sin fulla styrka. Därefter under tercio de banderillas, stöter ett antal banderilleros fast hullingförsedda "spjut" i tjurens rygg. Matadoren kan också sätta sina "banderillas" själv. Under den avslutande sista delen, tercio de muerte (dödsakten), är matadorens roll att få tjuren att gång på gång attackera hans röda tygskynke muleta. Fäktningen avslutas med att tjuren dödas genom att svärdet sticks genom djurets skuldra ned i hjärtat.
Om matadorens uppvisning anses mycket bra av publiken, och den s.k. presidenten för tjurfäktningen samt den veterinär som alltid närvarar, kan matadoren få ett eller två av tjurens öron som trofé, eller om uppvisningen är förstklassig även tjurens svans. Den döda tjuren dras därefter av banan med hjälp av mulåsnor. Tjurfäktningen ackompanjeras av en orkester som spelar pasodoble-musik - om tjurfäktaren är bra. Är han dålig, och inte lyckas fånga tjurens uppmärksamhet och vilja till attack, avbryts musiken.

## Historia
Tjurfäktning har sitt ursprung i antikens Iran. Blodig tjurkamp var vanligt förekommande inom iranska mannaförbund knutna till kulten av Mithra. Mithraskulten spreds över större delen av Europa, däribland Spanien, genom romerska soldater. Tjurfäktning anordnades i synnerhet i Tessalien och i Rom under kejsartiden. Efter att morerna erövrade Andalusien anordnades tjurfäktning i gamla romerska amfiteatrar i Spanien. Där avskaffades de av Karl IV, men återinfördes senare av hans efterträdare Joseph Bonaparte.

## Förekomst
Tjurfäktning förekommer i Spanien, södra Frankrike och i många latinamerikanska länder, t.ex. Mexiko, Colombia, Peru, Venezuela, Ecuador, Panama och Bolivia. Tjurfäktningen är fortfarande mycket populär i Spanien och under högsäsong (sommar) kan man se tjurfäktning i stort sett varje dag någonstans i landet. Dagarna med tjurfäktning kretsar det mesta kring kvällens stundande evenemang, och varje bar inom den närmaste radien kring arenan är fylld till bristningsgränsen av de aficionados, tjurfäktningsentusiaster, som ska diskutera matadorerna, tjurarna och väderförutsättningarna. Många köar i timmar för att få en biljett till tjurfäktningarna på tjurfäktningsarenan Las Ventas i Madrid och på La Maestranza i Sevilla. I dessa två städer är tjurfäktningen djupare rotad än i resten av Spanien.
Tjurfäktning, som ofta kallas för La Fiesta Nacional, "nationens fest", är en viktig del i de årliga festerna i många städer. Under 1980-talet fick denna "nationalsport" ett uppsving, men sedan dess har intresset avtagit något.[källa behövs] Under 2016 förekom demonstration till stöd för tjurfäktningen i Spanien och sedan 2012 sänds evenemangen på TV.
En särskild form av tjurfäktning, rejoneo, innebär att matadoren sitter till häst. Denna variant utövas främst av mycket rika familjer, då varje häst är värd miljontals kronor genom sin framavling och dressyr.
Tjurfäktning förekommer även i Portugal och Iran men till skillnad från i Spanien dödas inte de deltagande tjurarna inne på arenan och de olika etapperna är också något annorlunda. 

## Motstånd
Redan på slutet av 1800-talet föreslog folkvalda att undanta allt statligt och kommunalt stöd till tjurfäktning. Tjurfäktning anses inom djurrättsrörelsen som moraliskt oacceptabel och ett upprop i Sverige 2016 samlade över 10 000 underskrifter. Opposition mot tjurfäktning finns i delar av Spanien, kanske främst i Katalonien där arrangerandet av tjurfäktningar förbjöds genom beslut i parlamentet den 28 juli 2010. Detta förbud upphävdes dock av den spanska författningsdomstolen 2016.